# Cofradía de Jesús del Vía Crucis (Zamora)

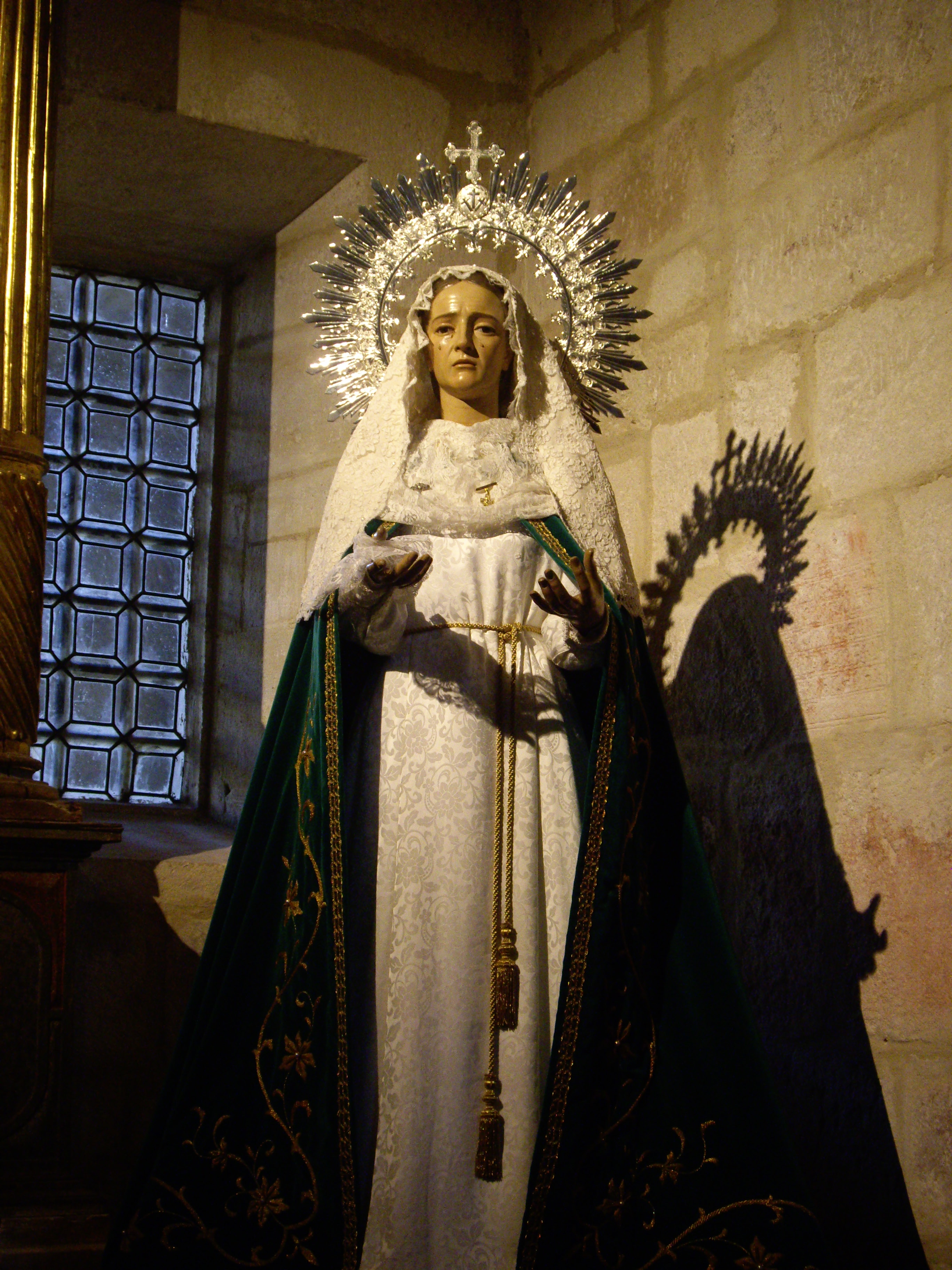
Virgen de la Esperanza en su capilla de la S. I. Catedral de Zamora

La Cofradía de Jesús del Viacrucis es una hermandad religiosa católica de la ciudad de Zamora, España. Forma parte de la Semana Santa de Zamora con su procesión del Martes Santo. 

## Historia
Se funda en 1938 en torno a la imagen de gran devoción del Nazareno de San Frontis. Se trata de una imagen de vestir cuyos orígenes se sitúan en el siglo XVII. Fue profundamente reformada posteriormente. Hasta 1941 no realizó esta cofradía su primera salida procesional. En 1950 se incorpora a la cofradía la imagen de la Virgen de la Esperanza, realizada por Víctor de los Ríos. Es una incorporación de la estética andaluza a la Semana Santa de Zamora, visible en la advocación de la imagen, el largo manto bordado y las andas, con respiraderos profusamente tallados y dorados. 
En la actualidad la cofradía está formada por un considerable número de hermanos, 2300 aproximadamente, hombres y mujeres.

## Procesión
La procesión parte de la S. I. Catedral de Zamora en la tarde noche del Martes Santo y cruza el río Duero por el Puente de Piedra. En la otra orilla del Puente de Piedra se despiden las imágenes, dirigiéndose el Cristo a la iglesia de San Frontis y la Virgen al Convento de las Dominicas Dueñas. Ambos pasos son portados a hombros aunque originalmente lo hacían a ruedas. Durante el último tramo de la procesión, acompañando al Nazareno hacía la iglesia de San Frontis, se reza el Viacrucis

## Hábito
Los hermanos visten túnica de estameña blanca, con caperuz y escapulario púrpuras. Originalmente portaban hachones con luz eléctrica, pero se ha sustituido por cartuchos de cera líquida. Algunos de los hermanos más antiguos visten capa morada.

## Música
El barandales abre la comitiva. Tras cada paso se sitúa una banda de música. Las imágenes tienen marchas dedicadas:
- Nazareno de San Frontis de Carlos Cerveró Alemany
- Esperanza de Zamora de Carlos Cerveró Alemany
- Spes de Antonio Pedrero Rojo

## Galería

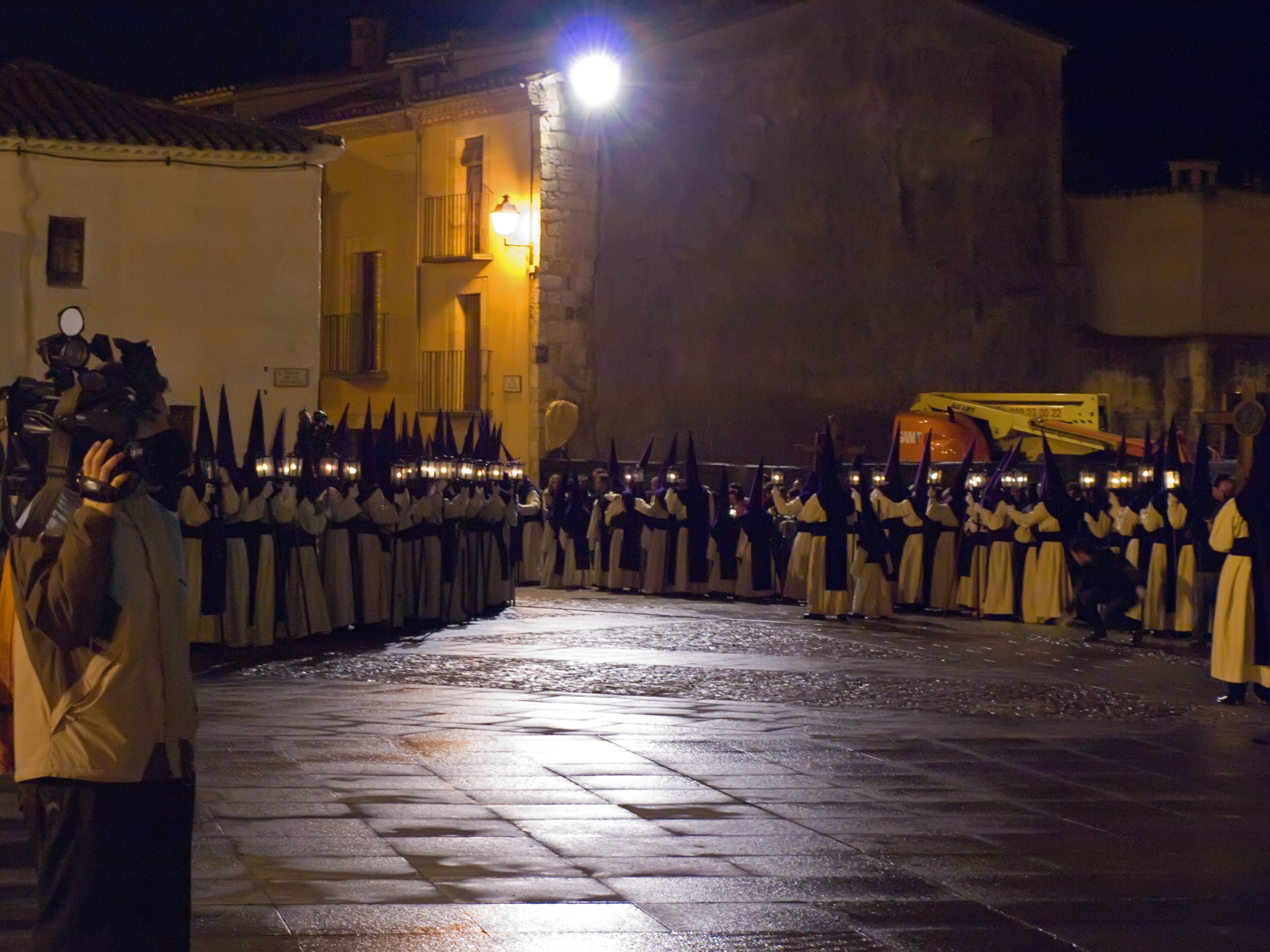
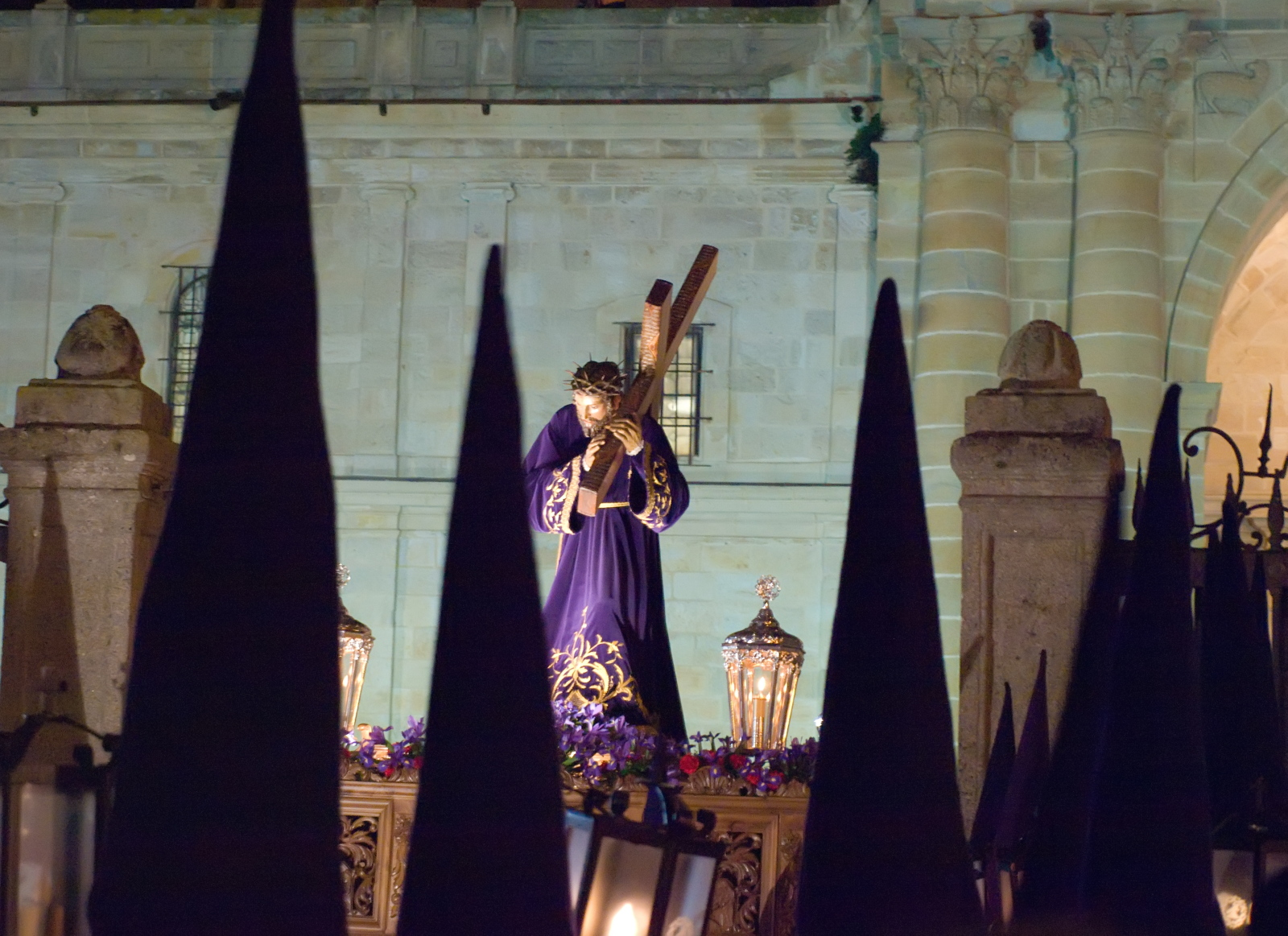
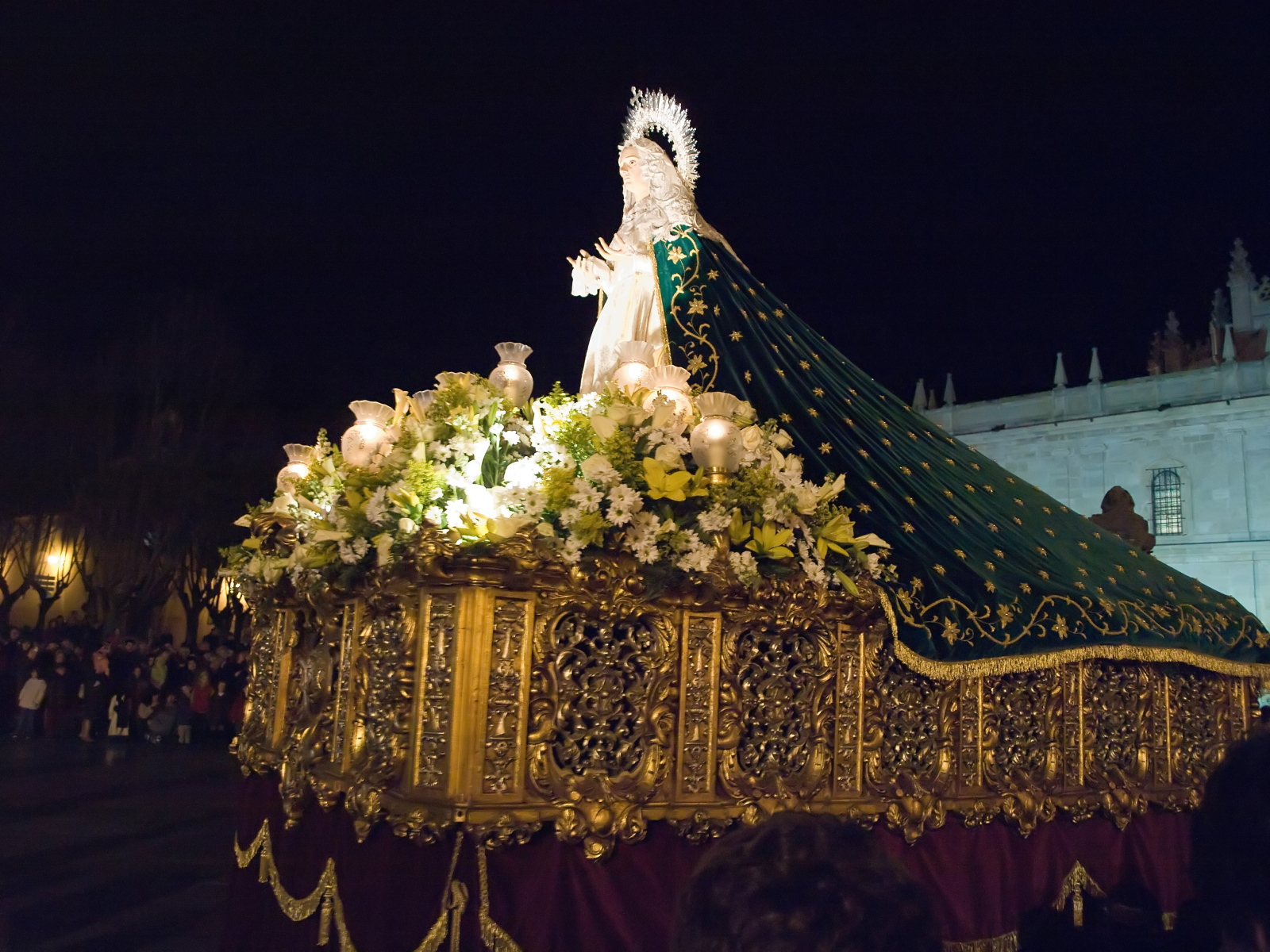
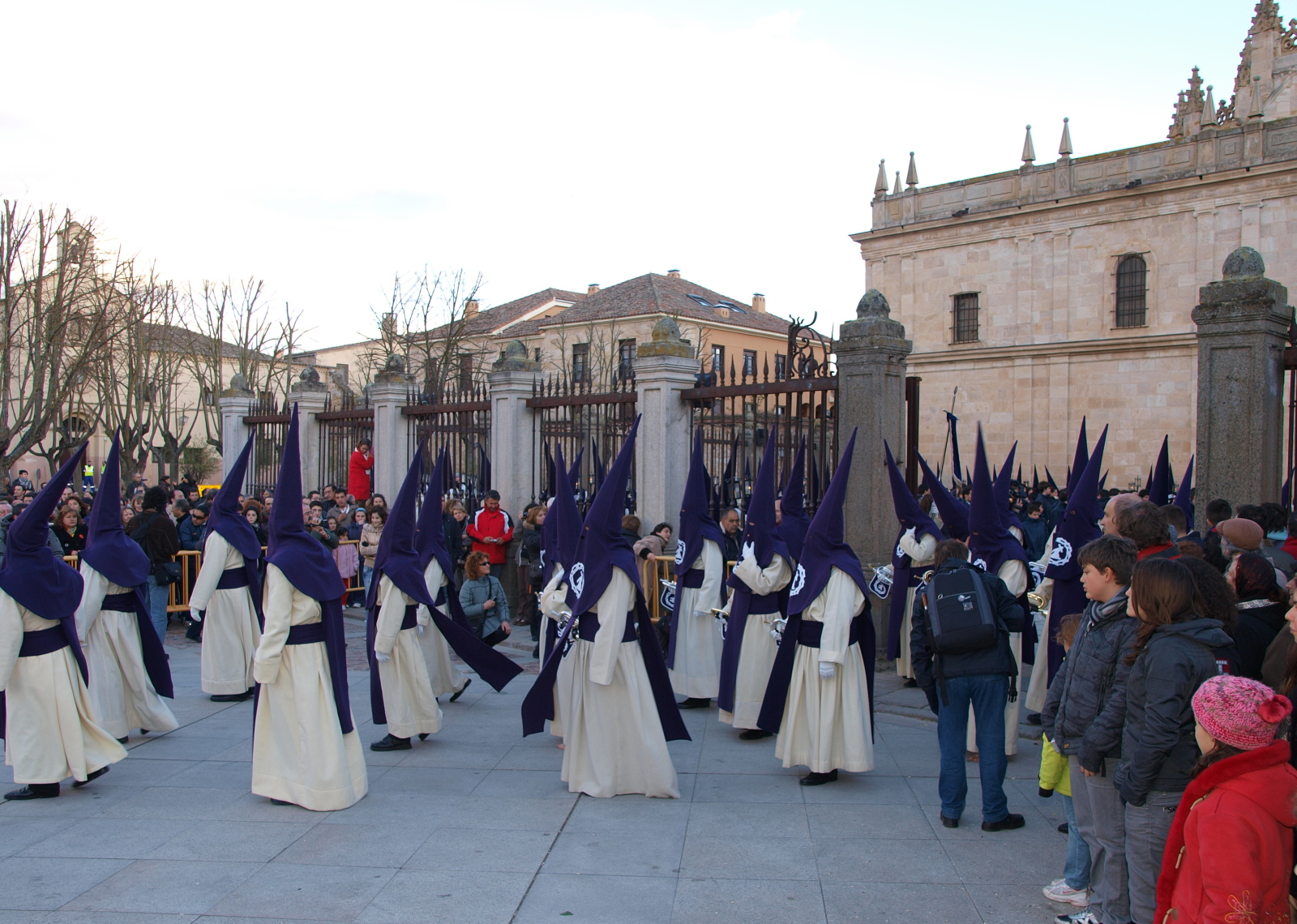
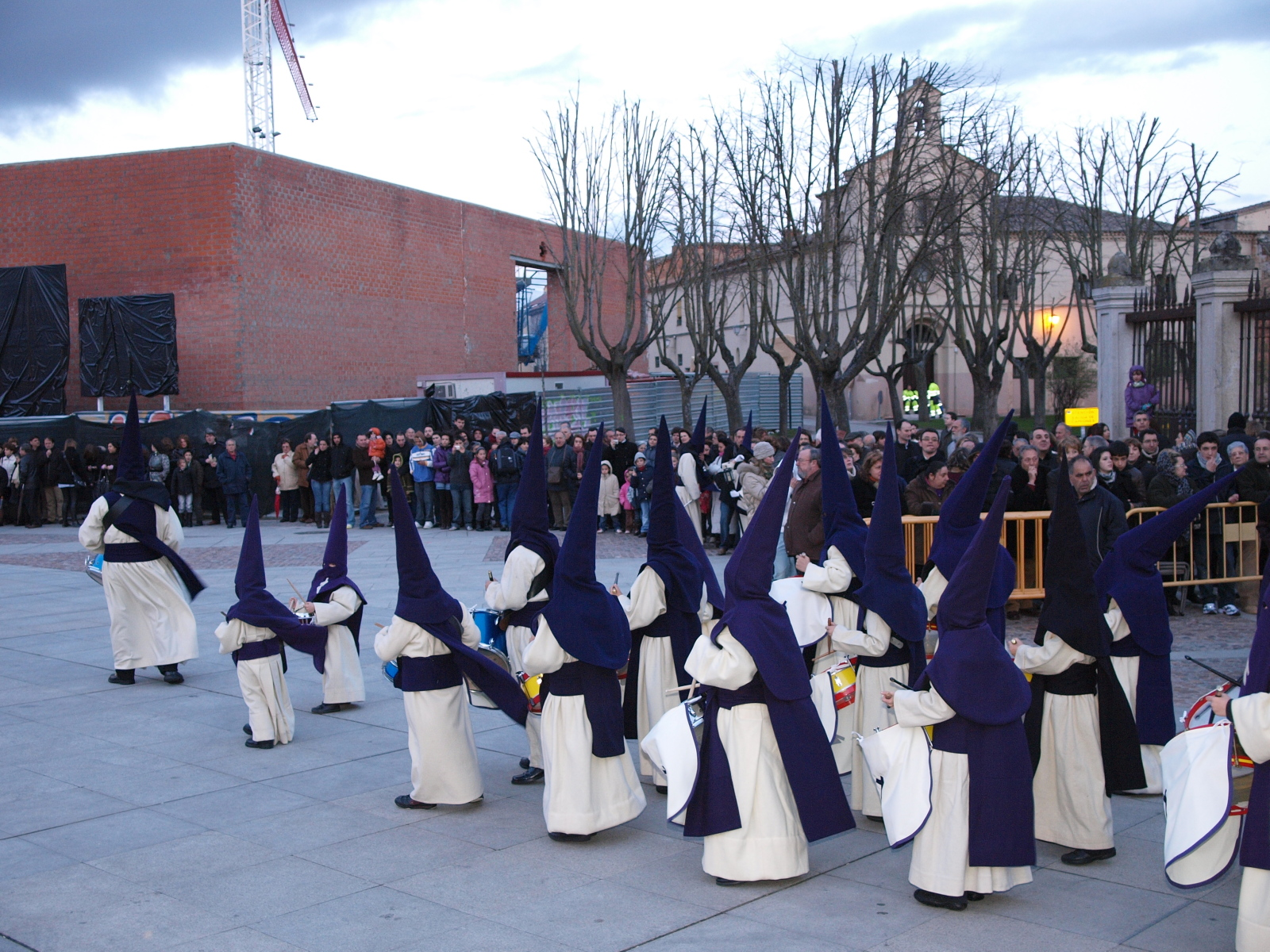
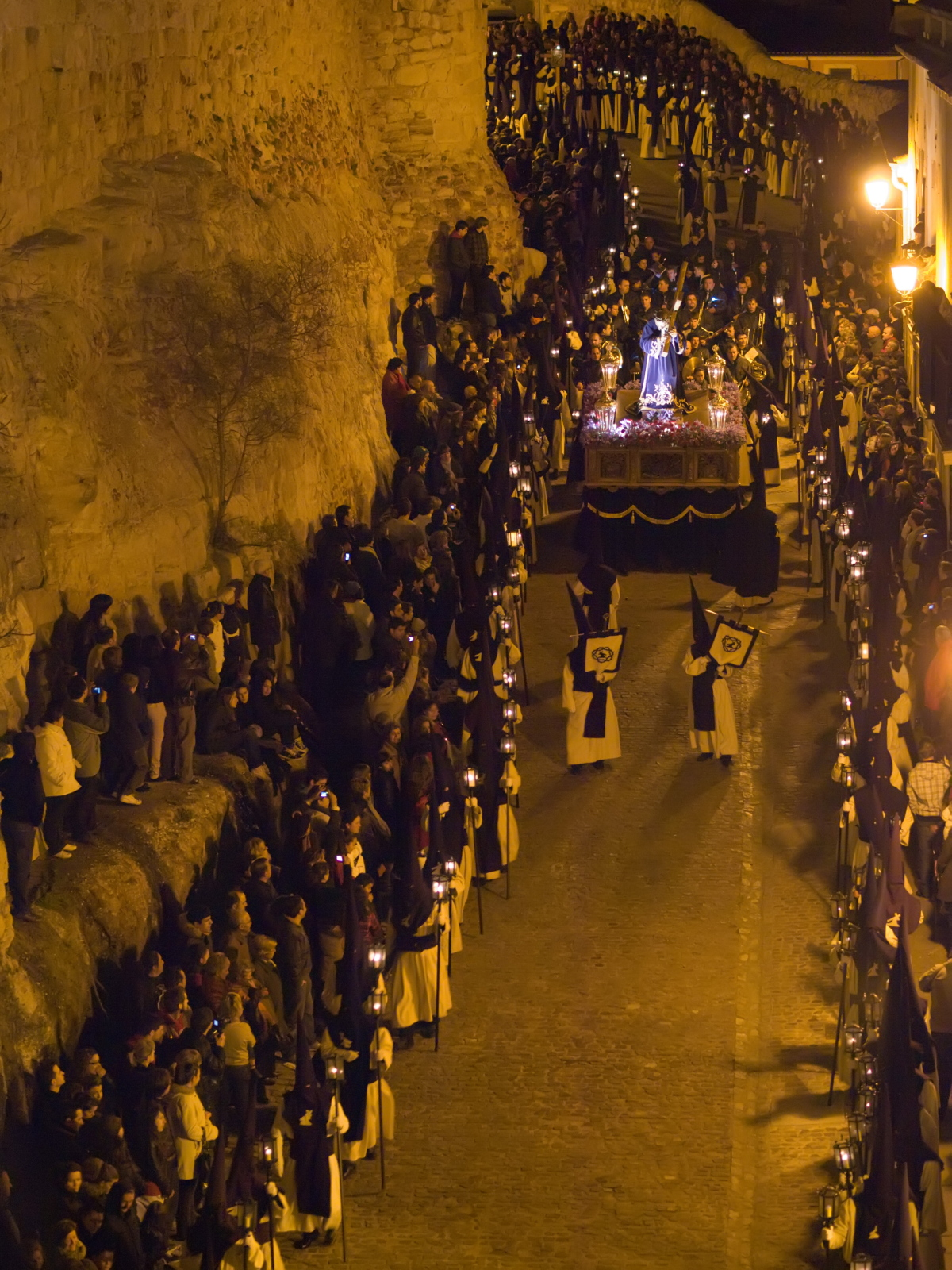